# Divisa Alegre
Divisa Alegre är en kommun i Brasilien.   Den ligger i delstaten Minas Gerais, i den östra delen av landet, 700 km öster om huvudstaden Brasília. Antalet invånare är 5 884.
Omgivningarna runt Divisa Alegre är huvudsakligen savann. Runt Divisa Alegre är det ganska glesbefolkat, med 26 invånare per kvadratkilometer.